# Gaetano Berardi
Pour les articles homonymes, voir Berardi.
Gaetano Berardi, né le 21 août 1988 à Sorengo, est un footballeur suisse qui évoluait au poste de défenseur.

## Biographie

### En club

#### FC Lugano (2001-2004)
Gaetano Berardi commence sa carrière de défenseur au FC Lugano.

#### Brescia Calcio (2004-2012)
Puis il décide de faire le saut à l'étranger relativement jeune et signe dans un club de Serie B italienne, Brescia, en 2005. Il fait ses débuts professionnels le 30 juin 2007 contre Pescara. Lui et ses coéquipiers sont promus en Serie A italienne en 2010 mais redescendent en Serie B l'année suivante.

#### UC Sampdoria (2012-2014)
Le 3 janvier 2012, Gaetano Berardi signe à l'UC Sampdoria.

#### Leeds United (2014-2022)
Le 19 juillet 2014, le défenseur suisse s'engage pour deux saisons avec Leeds United.

#### FC Sion (2022)
Le 31 janvier 2022, il s'engage au FC Sion jusqu'à la fin de la saison,,. Il quitte le club après neuf matchs.

#### AC Bellinzone (2022-2023)
Il retourne au Tessin au AC Bellinzone pour un contrat d'une année, après lequel il prend sa retraite, à l’âge de 34 ans.

### En équipe nationale
Gaetano Berardi est un footballeur bénéficiant de la double nationalité suisse et italienne. Néanmoins, son choix s'est porté pour l'équipe nationale suisse.
Berardi participe à l'Euro 2011 avec les espoirs suisses au Danemark en tant que titulaire indiscutable. Lui et ses coéquipiers atteignent la finale de l'Euro face à l'équipe d'Espagne espoirs de football et sont également qualifiés pour les Jeux olympiques de Londres.
Berardi est appelé pour la première fois en équipe A par le sélectionneur national Ottmar Hitzfeld le 4 août 2011. Il fait partie des quatre néophytes appelés avec Fabian Lustenberger, Timm Klose et Beg Ferati pour un match amical face au Liechtenstein. Il représente une alternative intéressante pour Reto Ziegler et Stephan Lichtsteiner car Berardi peut évoluer sur le flanc droit et gauche comme il l'a prouvé lors de l'Euro espoirs. Berardi rentre en cours de match et remplace Lichtsteiner, passeur décisif sur les deux premiers buts suisses, à la 83e minute de jeu.

## Statistiques
| Saison                | Club                  | Championnat           | Championnat | Championnat | Coupe nationale | Coupe nationale | Coupe de la Ligue | Coupe de la Ligue | Sélection                     | Sélection | Sélection | Total | Total |
| Saison                | Club                  | Division              | M.          | B.          | M.              | B.              | M.                | B.                | Équipe                        | M.        | B.        | M.    | B.    |
| 2006-2007             | Brescia Calcio        | Série B               | 1           | 0           | -               | -               | -                 | -                 | -                             | -         | -         | 1     | 0     |
| 2007-2008             | Brescia Calcio        | Série B               | 9           | 0           | 1               | 0               | -                 | -                 | Suisse -20 ans                | 3         | 0         | 13    | 0     |
| 2008-2009             | Brescia Calcio        | Série B               | 26          | 0           | 2               | 0               | -                 | -                 | Suisse -20 ans Suisse -21 ans | 3 4       | 0         | 35    | 0     |
| 2009-2010             | Brescia Calcio        | Série B               | 30          | 0           | -               | -               | -                 | -                 | Suisse -21 ans                | 7         | 0         | 37    | 0     |
| 2010-2011             | Brescia Calcio        | Série A               | 27          | 0           | 2               | 0               | -                 | -                 | Suisse -21 ans                | 9         | 0         | 38    | 0     |
| 2011-2012             | Brescia Calcio        | Série B               | 13          | 0           | 1               | 0               | -                 | -                 | Suisse                        | 1         | 0         | 15    | 0     |
| Sous-total            | Sous-total            | Sous-total            | 106         | 0           | 6               | 0               | -                 | -                 | -                             | 27        | 0         | 139   | 0     |
| 2011-2012             | Sampdoria Gênes       | Série B               | 9           | 0           | -               | -               | -                 | -                 | -                             | -         | -         | 9     | 0     |
| 2012-2013             | Sampdoria Gênes       | Série A               | 21          | 0           | -               | -               | -                 | -                 | -                             | -         | -         | 21    | 0     |
| 2013-2014             | Sampdoria Gênes       | Série A               | 5           | 0           | -               | -               | -                 | -                 | -                             | -         | -         | 5     | 0     |
| Sous-total            | Sous-total            | Sous-total            | 35          | 0           | -               | -               | -                 | -                 | -                             | -         | -         | 35    | 0     |
| 2014-2015             | Leeds United          | Championship          | 22          | 0           | 1               | 0               | 1                 | 0                 | -                             | -         | -         | 24    | 0     |
| 2015-2016             | Leeds United          | Championship          | 28          | 0           | -               | -               | 1                 | 0                 | -                             | -         | -         | 29    | 0     |
| 2016-2017             | Leeds United          | Championship          | 26          | 0           | 1               | 0               | 2                 | 0                 | -                             | -         | -         | 29    | 0     |
| 2017-2018             | Leeds United          | Championship          | 31          | 0           | 1               | 1               | 1                 | 0                 | -                             | -         | -         | 33    | 1     |
| 2018-2019             | Leeds United          | Championship          | 15          | 0           | -               | -               | -                 | -                 | -                             | -         | -         | 15    | 0     |
| 2019-2020             | Leeds United          | Championship          | 3           | 0           | -               | -               | 2                 | 1                 | -                             | -         | -         | 5     | 1     |
| Sous-total            | Sous-total            | Sous-total            | 125         | 0           | 3               | 1               | 7                 | 1                 | -                             | -         | -         | 135   | 2     |
| Total sur la carrière | Total sur la carrière | Total sur la carrière | 266         | 0           | 9               | 1               | 7                 | 1                 | -                             | 27        | 0         | 309   | 2     |

## Palmarès

### En club
- Leeds United
  - Vainqueur de la Football League Championship (deuxième division) en 2020.

### En sélection
- Suisse espoirs
  - Finaliste du Championnat d'Europe en 2011.